# Majumi Iizuka
Majumi Iizuka (japonsky 飯塚 雅弓, Iizuka Majumi; * 3. leden 1977 Tokio) je japonská dabérka, zpěvačka a textařka narozená v Tokiu. Má podepsanou smlouvu s uměleckou agenturou Across Entertainment a hudebním vydavatelstvím Lantis a je instruktorkou ve škole Stay Luck. Během pěveckých aktivit vystupuje pod jménem Mai Hoši (japonsky 星 舞, Hoši Mai).
Je známá pro svou roli Kasumi (Misty) v sérii Pokémon, Tron Bonne v sérii Mega Man Legends a Cleao Everlasting v sérii Madžucuši Orphen.

## Filmografie

### Anime seriály
- Akahori gedó awá rabuge (Anne Ante Hime, 12.–13. díl)
- Asobotto senki Gokú (Suzie)
- Buzzer Beater 2005 a 2007 (Eddie)
- Chance Triangle Session (Akari Mizušima)
- Dokidoki! Precure (královna Cure)
- Mahó no Stage Fancy Lala (Anna Nozaki)
- Fresh Precure! (Mijuki Činen)
- Futari wa Precure (Juka Odadžima, 16. díl)
- Gate Keepers (Reiko Asagiri)
- Glass no kamen 2005 (Mai Asó)
- Haunted Junction (Kagamiko)
- Heat Guy J (Rumi)
- Tenši ni naru mon! (Miruru)
- Ó dorobó Jing (Stir)
- Kanon 2002 a 2006 (Makoto Sawatari)
- Kindaiči šónen no džikenbo (Reika Hajami)
- Mahó cukai tai! (Nanaka Nakatomi)
- Pokémon: Indigová liga (Kasumi)
- Pokémon: Pomerančová liga (Kasumi)
- Pokémon: Johtovy cesty (Kasumi)
- Pocket Monsters: Mewtwo! Ware wa koko ni ari (Kasumi)
- Pocket Monsters Side Stories (Kasumi)
- Pocket Monsters: Advanced Generation (Kasumi)
- Senricu no mirádžu Pokémon (Kasumi)
- Pokémon: Černý a Bílý – Dobrodružství v Unově (Kasumi)
- Pokémon seriál: Slunce a Měsíc (Kasumi)
- Nagasarete airantó (Panako)
- Princess Nine: Kisaragi džošikó jakjú bu (Jóko Tokašiki)
- Šikabane hime: Aka (Kun Osaki, 4. díl)
- Madžucuši Orphen (Cleao Everlasting)
- Saint Luminous džogakuin (Noriko Kidžima)
- Star Ocean EX (Rena Lanford)
- Šin Tenči mujó! (Sakuja Kumaširo)
- To Heart (Aoi Macubara)
- Tokyo Underground (Reijon)
- UFO Ultramaiden Valkyrie (Raine)
- Hamelin no Violin Hiki (Flute)
- Virus (Erika Tinen)
- Tenkú no Escaflowne (Jukari Učida, Millerna Aston)
- Weiß Kreuz (Kaori)
- xxxHolic (Mie, 13. díl)
- druhá řada You're Under Arrest! (Saori Saga)

### OVA
- Geobreeders (Maja)
- Glass no kamen (Sajaka Minazuki)
- Rakušó! Hyper Doll (Mew Fumizuki)
- Slayers Excellent (Marty Lenford)
- Tenbacu Angel Rabbie (Lasty Farson)
- You're Under Arrest! No Mercy! (Sally)

### Anime filmy
- Tocuzen! Neko no kuni Banipal Witt (Čuču)
- Meitantei Conan: Činmoku no Quarter (Fujumi Tačihara)
- Eiga Doraemon: Nobita no ningjo daikaisen (Haribó)
- Eiga Doraemon: Nobita no taijó ó densecu (Kuku)
- Escaflowne (Sora, Jukari Učida)
- Junkers Come Here (Kazuko)
- Vzpomínky jako kapky deště (Cuneko Tani)
- filmy Pocket Monsters (Kasumi)
- Šepot srdce (Kinujo)

### Videohry
- Gate Keepers (Reiko Asagiri)
- série Gjakuten saiban (Čihiro Ajasato)
- Kanon (Makoto Sawatari)
- Marvel vs. Capcom 2: New Age of Heroes (Tron Bonne, Sonson)
- Marvel vs. Capcom 3: Fate of Two Worlds (Tron Bonne)
- The Misadventures of Tron Bonne (Tron Bonne)
- Namco × Capcom (Tron Bonne)
- One: Kagajaku kisecu e (Mizuka Nagamori)
- Pokkén Tournament (Alyssa)
- Project X Zone (Tron Bonne)
- Rockman DASH (Tron Bonne)
- Rockman DASH 2 (Tron Bonne)
- Madžucuši Orphen (Cleao Everlasting)
- Super Robot Taisen OG Saga: Endless Frontier (Kyon Feulion, Koma)
- Super Smash Bros. Brawl (Džirači)
- To Heart (Aoi Macubara)
- True Love Story 2 (Sanae Mijama)
- Ultimate Marvel vs. Capcom 3 (Tron Bonne)

### Dabing
- Joseon chongjabi (Nam Sang-mi jako Džung Soo-in)[8]
- Joseonmasoolsa (Go Ara jako Čeong-Mjung)[9]

## Diskografie

### Singly
1. Accelerator (アクセル; 1997
2. Love Letter (1999)
3. Heart no cubasa (2000)
4. Caress / Place to Be (2000)
5. My Wish (2000)
6. Jasaší migite (やさしい右手; 2002)
7. Koi no iro (恋の色; 2002)
8. Kikasetejo kimi no koe (聴かせてよ君の声; 2002)
9. Pure (2003)
10. TRUST – Kimi to aruku mirai (TRUST～君と歩く未来～; 2011)

### Alba
1. Kataomoi (かたおもい; 1997)
2. Minto to kučibue (ミントと口笛; 1998)
3. So Loving (1999)
4. Aeris (2000)
5. Himawari (ひまわり; 2001)
6. Nidži no saku bašo (虹の咲く場所; 2002)
7. Smile×Smile (2003)
8. Infinity (2004)
9. Mine (2005)
10. 10Love (2006)
11. Crystal Days (2007)
12. Stories (2008)
13. Fight!! (2009)
14. Kimi e... (君へ。。。; 2009)
15. Ičigo. (いちご。; 2012)

### Mini alba
1. Fly Ladybird Fly (1998)
2. 23Degrees (2004)
3. Present (プレゼント Purezento; 2005)

### Nejlepší alba
1. Berry Best (2001)
2. Bestrawberry (2005)